# Шкляна-Гута (Лодзинське воєводство)
Шкляна-Гута (пол. Szklana Huta) — село в Польщі, у гміні Злочев Серадзького повіту Лодзинського воєводства.
Населення — 155 осіб (2011).
У 1975-1998 роках село належало до Серадзького воєводства.

## Демографія
Демографічна структура станом на 31 березня 2011 року:
|          | Загалом | Допрацездатний вік | Працездатний вік | Постпрацездатний вік |
| -------- | ------- | ------------------ | ---------------- | -------------------- |
| Чоловіки | 76      | 19                 | 49               | 8                    |
| Жінки    | 79      | 20                 | 40               | 19                   |
| Разом    | 155     | 39                 | 89               | 27                   |